# Фелікс (герцог Аквітанії)
Фелікс (*Felix, д/н —670) — герцог Аквітанії у 660—670 роках.

## Життєпис
Про походження нічого невідомо. Походив зі знатного роду Тулузи (франкського або галло-римського походження). У 660 році призначається нейстрійським королем Хлотарем III новим герцогом Аквітанії. Під час своєї каденції підтримував мажордома Еброїна. З іншого боку боровся проти васконів. За короткий час під своєю владою об'єднав південну Аквітанію, область навколо Тулузи (більша частина Лангедоку).
За однією версією, Фелікс об'єднав під своєю владою Васконію і Аквитанію, за другою — васкони були союзниками Аквітанії, а не підданими. Ймовірно, зумів дипломатичними та військовими заходами посилити свою владу. Втім, зберігав свою владу завдяки союзу з королем Нейстрії.
У 670 році за невідомих обставин Фелікса змінив Луп.